# Matthew Silcocks
Matthew Silcocks (nascido em 5 de maio de 1993) é um atleta paralímpico australiano. Representou a Austrália nos Jogos Paralímpicos de Verão de 2012 em Londres, na Inglaterra, ficando em sexto lugar na prova masculina dos 1500 metros, com o tempo de 3h59min79s.

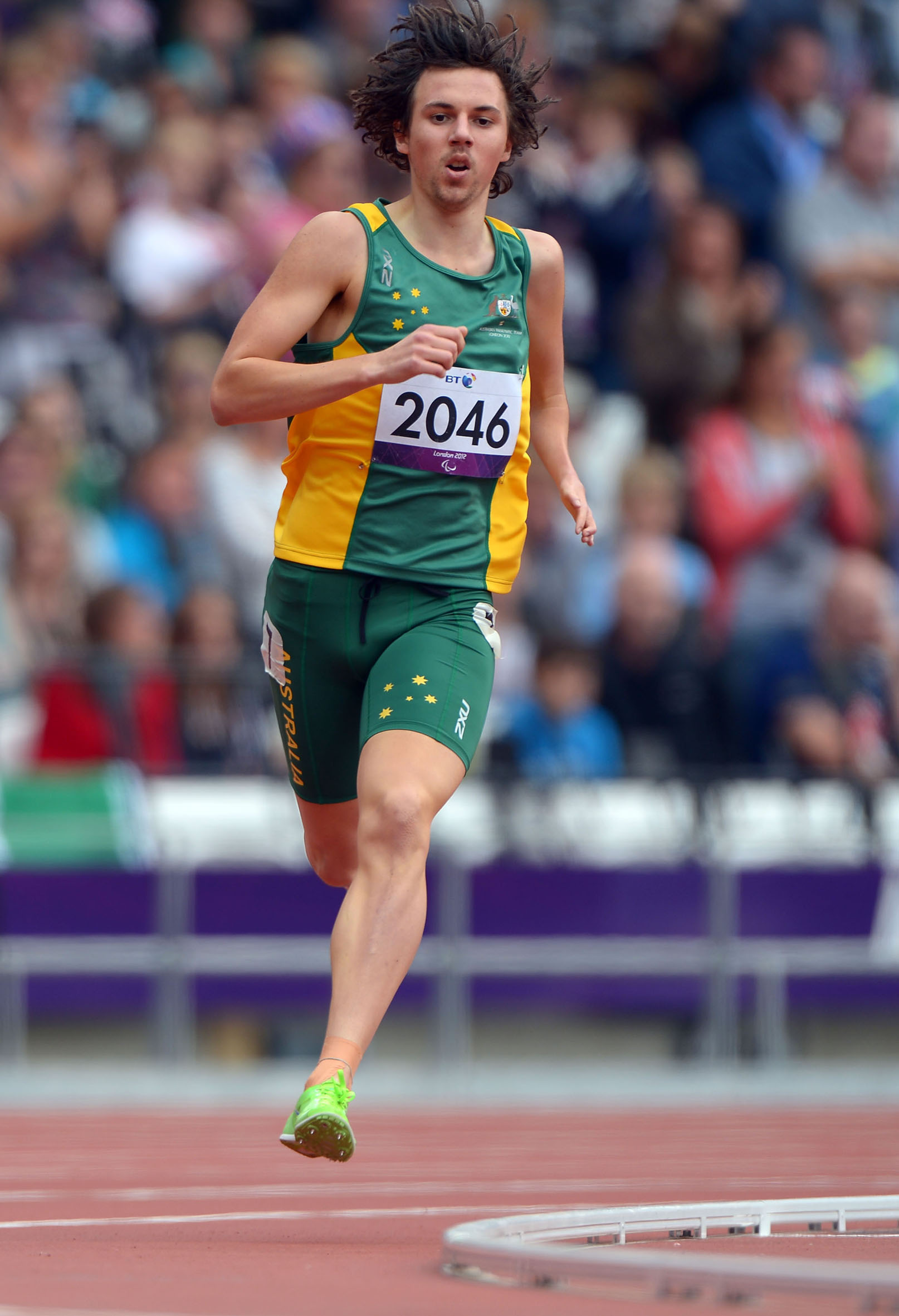
Matthew Silcocks disputando a Paralimpíada de Londres 2012.